# Aegyptosaurus
Aegyptosaurus (/iːˌdʒɪpt[invalid input: 'ɵ']ˈsɔːrəs/, Thằn lằn Ai Cập) là một chi khủng long đã tuyệt chủng, được cho rằng là đã sống tại nơi mà nay là Ai Cập, khoảng 95 triệu năm trước. Bộ xương hóa thạch duy nhất còn lại của Aegyptosaurus đã bị phá hủy năm 1944 trong trận mưa bom tại München, Đức trong Chiến tranh thế giới thứ hai. Theo ước tính, Aegyptosaurus dài khoảng 15 mét. Aegyptosaurus được mô tả bởi nhà cổ sinh vật học người Đức Ernst Stromer năm 1932.